# Bluelake Mineral
Bluelake Mineral AB, tidigare IGE Resource och Nickel Mountain Group AB är ett gruvföretag baserat i Stockholm i Sverige. Företaget bytte namn i början av 2014 och igen 2020.
Bolaget utvecklar produktion av nickel i Rönnbäckens nickelsulfidinsättning vid Rönnbäcken i Storumans kommun.
Under namnet IGE Resources drev företaget diamantgruvor i Demokratiska republiken Kongo och i Sydafrika.
Företaget var en strategisk investering för Waterton Global Value LP innan det bolaget sålde sin andel till Amarant Mining.
Bluelake Mineral, med dotterbolaget Joma Gruver A/S, har sedan 2017 utrett återupptagande av brytning av den till Stekenjokks koppargruva närbelägna Jomagruvan i Norge, och därvid också nystarta Stekenjokks koppargruva.